# Heracleum egrissicum
Heracleum egrissicum är en flockblommig växtart som beskrevs av Revas Ivanovich Gagnidze. Heracleum egrissicum ingår i släktet lokor, och familjen flockblommiga växter. Inga underarter finns listade i Catalogue of Life.